# 揭竿而起 (电影)
《揭竿而起》（英語：Catch a Fire）是一部2006年剧情片，讲述南非反种族隔离斗士的故事。影片由菲利普·诺伊斯导演，肖恩·斯洛沃编剧。斯洛沃的父亲乔·斯洛沃和母亲鲁思·弗斯特是南非共产党党员及反种族隔离者，他们作为角色出现在电影中，肖恩的妹妹萝宾·斯洛沃担任该片制片人，并在片中饰演鲁思·弗斯特。该片在南非、斯威士兰及莫桑比克拍摄。